# كيرس (مدينة)
كيرس (بالروسية: Кирс) هي إحدى مدن روسيا في الكيان الفدرالي الروسي كيروف أوبلاست.

## أعلام
- ألكسندر سميرنوف